# Paolo Novelli

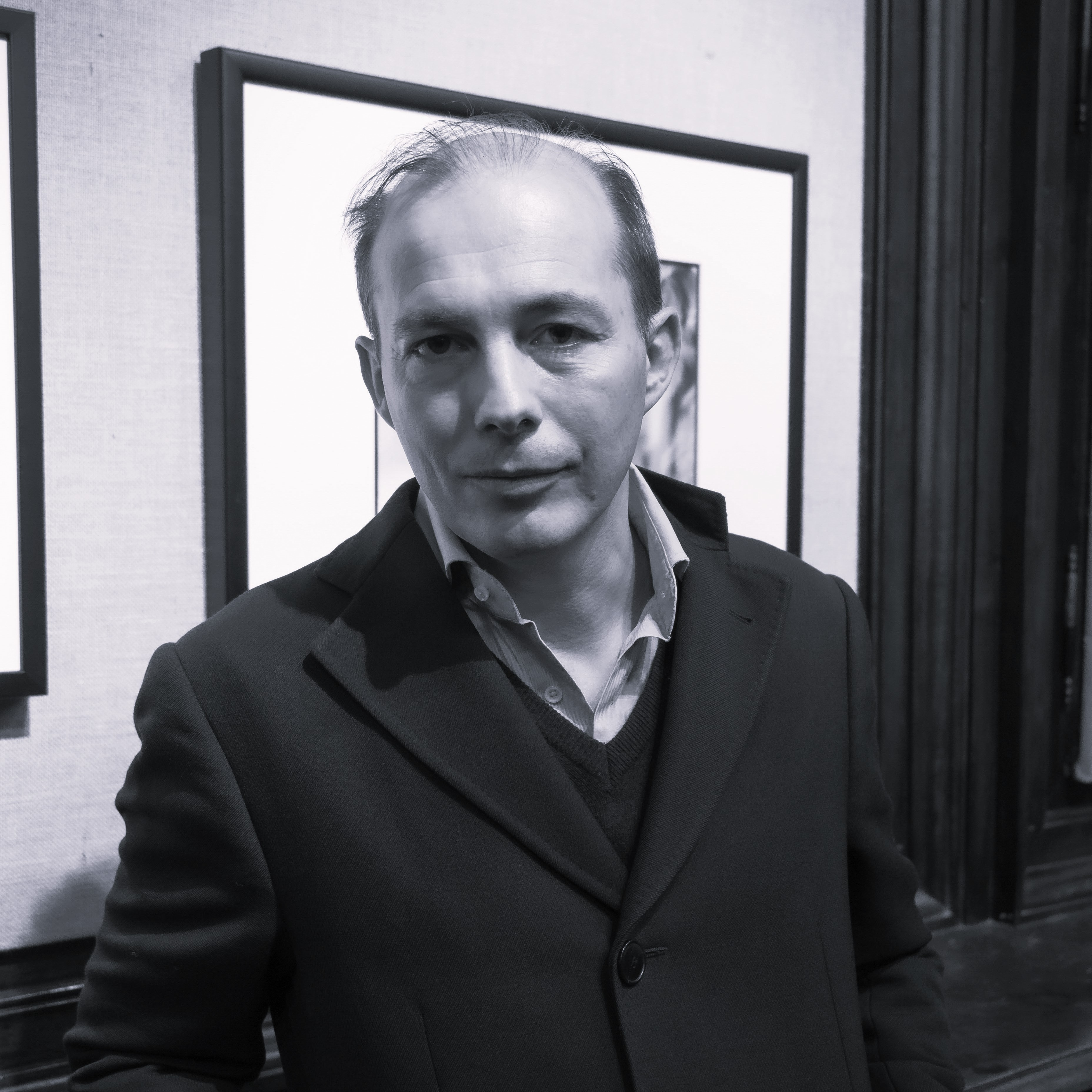
Paolo Novelli

Paolo Novelli (Brescia, 11 aprile 1976 – Brescia, 21 gennaio 2025) è stato un fotografo e artista italiano.

## Biografia
Laureato in Giurisprudenza presso l’Università degli Studi di Brescia, già dal 1997 la sua attività principale si rivolge, da autodidatta, alla fotografia di ricerca con rigorosa ripresa analogica in bianco e nero, sviluppando progetti legati al tema dell’incomunicabilità dell’uomo contemporaneo, declinato in vari ambiti della fotografia: architettura, ritratto, paesaggio e street photography.
Alla fine degli anni Novanta, Lanfranco Colombo, fondatore della Galleria "Il Diaframma" di Milano, sostiene i suoi primi lavori, mentre Oliviero Toscani lo invita ad una residenza artistica da Fabrica. Dal 2002, approfondisce la propria ricerca sull'incomunicabilità dell'uomo contemporaneo, iniziando a lavorare per progetti di fotografie seriali, riferiti ognuno metaforicamente a caratteristiche quali la fragilità, la solitudine, l'ossessione, l'isolamento, il desiderio di fuga: nascono così la trilogia Vita brevis, Ars Longa, Grigio notte e Interiors, e il dittico La notte non basta e Il giorno non basta. Segue un'intensa attività espositiva, con diverse mostre personali e collettive in Italia e all'estero. Giovanni Gastel, nel 2017, lo nomina socio ad honorem dell'AFIP. Di lui hanno scritto, fra gli altri, Arturo Carlo Quintavalle, Walter Guadagnini, Lanfranco Colombo, Giovanna Calvenzi, Olivo Barbieri, Roberto Mutti.
Paolo Novelli si è spento a Brescia, all'età di 48 anni, dopo una breve malattia.

## Libri
“Vita brevis, Ars longa”, testi di Paolo Corsini, ed. Agora 35 (2003)
“Grigio notte”, testi di Lanfranco Colombo, Melania Gazzotti, ed. Il Soncino (2005)
“Niente più del necessario”, testi di Lanfranco Colombo, ed. Modenarte (2007)
“Persona”, testo di Salvatore De Angelis, ed. Modenarte (2008)
“Interiors”, testo di Arturo Carlo Quintavalle, Galleria Massimo Minini (2011)
“La notte non basta” testo di Olivo Barbieri, Galleria Massimo Minini (2016)
“La Fotografia come differenza”, testo di Giovanni Battista Martini, Triennale di Milano (2019)
“Il giorno non basta”, testi di Giovanna Calvenzi, Toni d’Ambrosio, Galleria Massimo Minini (2022)
"Il giorno dopo la notte", testo di Walter Guadagnini, Dario Cimorelli Editore (2024)
"Persone e Cose", testi di Carla Morogallo, Roberto Mutti, Ed. Euroteam (2025)